# Игорёк (певец)
Игорь Анатольевич Сорокин (13 февраля 1971; пос. Кировский, Талды-Курганская область, Казахская ССР), наиболее известен под сценическим псевдонимом Игорёк — российский рэпер, певец, композитор, автор песен и музыкальный продюсер.

## Биография
Родился 13 февраля 1971 года в посёлке Кировский, Талды-Курганской области. В возрасте 16 лет уехал от родителей в Новосибирск, где поступил в НЮФ ТГУ. Будучи на 3 курсе, Сорокин увлёкся созданием музыки и записал свой первый хит «My Love Танюха», который сразу попал на первые строчки хит-парадов всех сибирских радиостанций.
Приехав в Москву, Игорь записал ещё один хит и выпустил альбом с заглавной композицией «Подождём», которая сделала его знаменитым на всём постсоветском пространстве. Этим хитом страна встретила новое тысячелетие, когда исполнителю выпала честь открывать премию «Золотой граммофон» в 2000 году. В период с 2000 года по 2013 год Игорь выпустил 7 альбомов, в которые вошли такие композиции, как «Хэй ребята», «Автосервис», «Кончита», «Держаться нету больше сил», «Девочка Марина», «Гуд Бай» и многие другие. Все они были лидерами хит-парадов радиостанций Русское Радио, Хит FM, Динамит ФМ, Пионер FM.
Открыл свой лейбл звукозаписи «CNN-рекордс». Альбом «Употреблять охлаждённым» Игорь записал совместно с композитором и аранжировщиком Евгением Абрамовым.
В 2013 году вышел альбом под названием «Remixнём», включающий в себя новые версии хитов «Подождём», «Ночные огоньки», «Удержаться не могу» и других, не менее известных композиций исполнителя, выпущенных в предыдущих альбомах. Также в альбом вошли новые песни, записанные в дуэте с группой «140 ударов в минуту» и певицей Гульназ.
Продолжает гастролировать по городам России.

### Личная жизнь
- Отец — Анатолий Семёнович Сорокин.
- Мать — Лариса Васильевна Сорокина.

## Дискография

### Студийные Альбомы
- 2001 — «Любовь без денег»
- 2002 — «Бабки есть»
- 2003 — «Третий»
- 2003 — «Хочу тебя срочно»
- 2006 — «Надо!»
- 2008 — «Употреблять охлаждённым»

### Сборники
- 2004 — "Чисто без грязи… (13 Super Hits)
- 2013 — «Super Stars»
- 2013 — «Remixнём»

### Клипы
- 2000 — «Подождём»
- 2001 — «Хей, ребята!»
- 2011 — «Я чувствую цель»
- 2014 — «Я так тебя люблю»